# Ibrahim Mohammed Saleh
Ibrahim Mohammed Saleh (né le 30 mai 1995) est un athlète saoudien, spécialiste du 400 mètres et du 400 mètres haies.

## Biographie
Aux championnats du monde juniors de 2012, Ibrahim Mohammed Saleh remporte la médaille de bronze sur 400 mètres haies derrière l'Américain Eric Futch et le Japonais Takahiro Matsumoto.

## Palmarès
| Date | Compétition                   | Lieu      | Résultat | Epreuve     | Temps         |
| ---- | ----------------------------- | --------- | -------- | ----------- | ------------- |
| 2011 | Championnats du monde cadets  | Lille     | 2e       | 400 m haies | 51 s 14       |
| 2012 | Championnats d'Asie juniors   | Colombo   | 1er      | 400 m haies | 51 s 20       |
| 2012 | Championnats d'Asie juniors   | Colombo   | 2e       | 400 m haies | 3 min 10 s 63 |
| 2012 | Championnats du monde juniors | Barcelone | 3e       | 400 m haies | 50 s 47       |

### Records
| Épreuve          | Performance | Lieu      | Date            |
| ---------------- | ----------- | --------- | --------------- |
| 400 mètres haies | 50 s 47     | Barcelone | 13 juillet 2012 |
| 400 mètres       | 48 s 21     | Riyad     | 3 mai 2012      |